# III. třída okresu Domažlice
III. třída okresu Domažlice patří společně s ostatními třetími třídami mezi deváté nejvyšší fotbalové soutěže v Česku. Je řízena Okresním fotbalovým svazem Domažlice. Hraje se každý rok od léta do jara se zimní přestávkou. Vítěz každé ze skupin postupuje do II. třídy okresu Domažlice. Od sezony 2023/24 se III. třída rozdělila do 2 skupin (sk.:A a sk.:B) kvůli zrušení IV. třídy.

## Vítězové

### III. třída okresu Domažlice
| Ročník    | Vítězný tým                           |
| --------- | ------------------------------------- |
| 2004/2005 | Tatran Chodov B                       |
| 2005/2006 | TJ Sokol Újezd                        |
| 2006/2007 | 1.FC Horšovský Týn                    |
| 2007/2008 | Sokol Milavče                         |
| 2008/2009 | Hraničář Česká Kubice                 |
| 2009/2010 | TJ Lokomotiva Hostouň                 |
| 2010/2011 | FK Staňkov B                          |
| 2011/2012 | Sokol Milavče                         |
| 2012/2013 | TJ Sokol Pocinovice                   |
| 2013/2014 | Sokol Blížejov                        |
| 2014/2015 | Tatran Chodov B                       |
| 2015/2016 | TJ Start Tlumačov B                   |
| 2016/2017 | TJ Sokol Srby                         |
| 2017/2018 | TJ ZD Meclov B                        |
| 2018/2019 | TJ Dynamo Bukovec                     |
| 2019/2020 | Zrušeno z důvodu pandemie koronaviru. |
| 2020/2021 | Zrušeno z důvodu pandemie koronaviru. |
| 2021/2022 | FK Chodská Lhota                      |
| 2022/2023 | TJ Loko Hostouň                       |
| 2023/2024 | TJ ZD Meclov B / TJ Sokol Postřekov B |
| 2024/2025 | TJ Sokol Blížejov / TJ Sokol Milavče  |